# نواه شتاينر
نواه شتاينر (بالألمانية: Noah Steiner)‏ هو لاعب كرة قدم نمساوي، ولد في 26 فبراير 1999. لعب مع نادي سانت بولتن.

## وصلات خارجية
- نواه شتاينر على موقع قاعدة بيانات كرة القدم.إي يو (الإنجليزية)
- نواه شتاينر على موقع Soccerway.com (الإنجليزية)
- نواه شتاينر على موقع عالم كرة القدم.نت (الإنجليزية)